# Flat World Knowledge
La Flat World Knowledge è una casa editrice statunitense operante nel settore dei testi didattici.
Venne fondata a Nyack, nello stato di New York, nel 2007 da Eric Frank e da Jeff Shelstad sulla base di una personale esperienza trentennale nel campo della pubblicazione di manuali di istruzione superiore.
La casa editrice ha un ruolo di particolare importanza nel settore degli e-book didattici. I testi sono editi con licenza Creative Commons Non-Commercial Share-Alike.
A partire dal marzo 2009 sono stati previsti investimenti per 8 milioni di dollari.